# Petit-Enghien
Petit-Enghien (niederländisch: Lettelingen) ist ein Dorf in der belgischen Provinz Hennegau und eine Teilgemeinde der Fazilitäten-Gemeinde Enghien. Der Ort hat rund 1770 Einwohner. Petit-Enghien war eine selbständige Gemeinde, bis sie bei der Gemeindereform 1977 zusammen mit Marcq (ndl.: Mark) der Gemeinde Enghien angegliedert wurde.
Im Zentrum des Dorfs steht die Sint-Salvatorkerk aus dem 18. Jahrhundert. An jedem Pfingstmontag findet eine Prozession zu Ehren des Heiligen Erlösers statt.

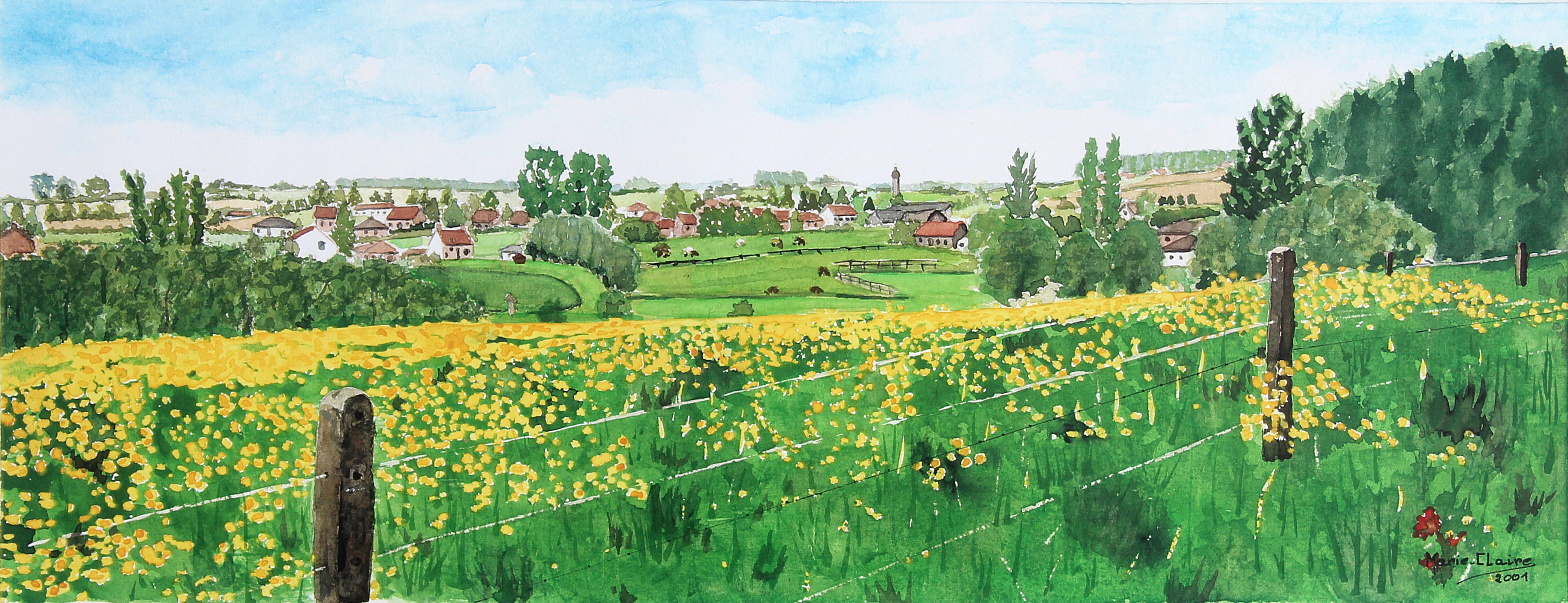
Petit-Enghien (2001).